# تیم ملی والیبال زنان قطر
تیم ملی والیبال زنان قطر (انگلیسی: Qatar women's national volleyball team) 
تیم ملی والیبال مختص زنان قطری است که به عنوان نماینده قطر در رقابت‌های رسمی و دوستانه با حریفان به رقابت می‌پردازند.